# Diospage steinbachi
Diospage steinbachi là một loài bướm đêm thuộc phân họ Arctiinae, họ Erebidae.